# Jorge Ubico
Jorge Ubico, född 10 november 1878, död 14 juni 1946, var en guatemalansk politiker. Han var Guatemalas president mellan 1931 och 1944.